# Constant Huret
Pour les articles homonymes, voir Huret.

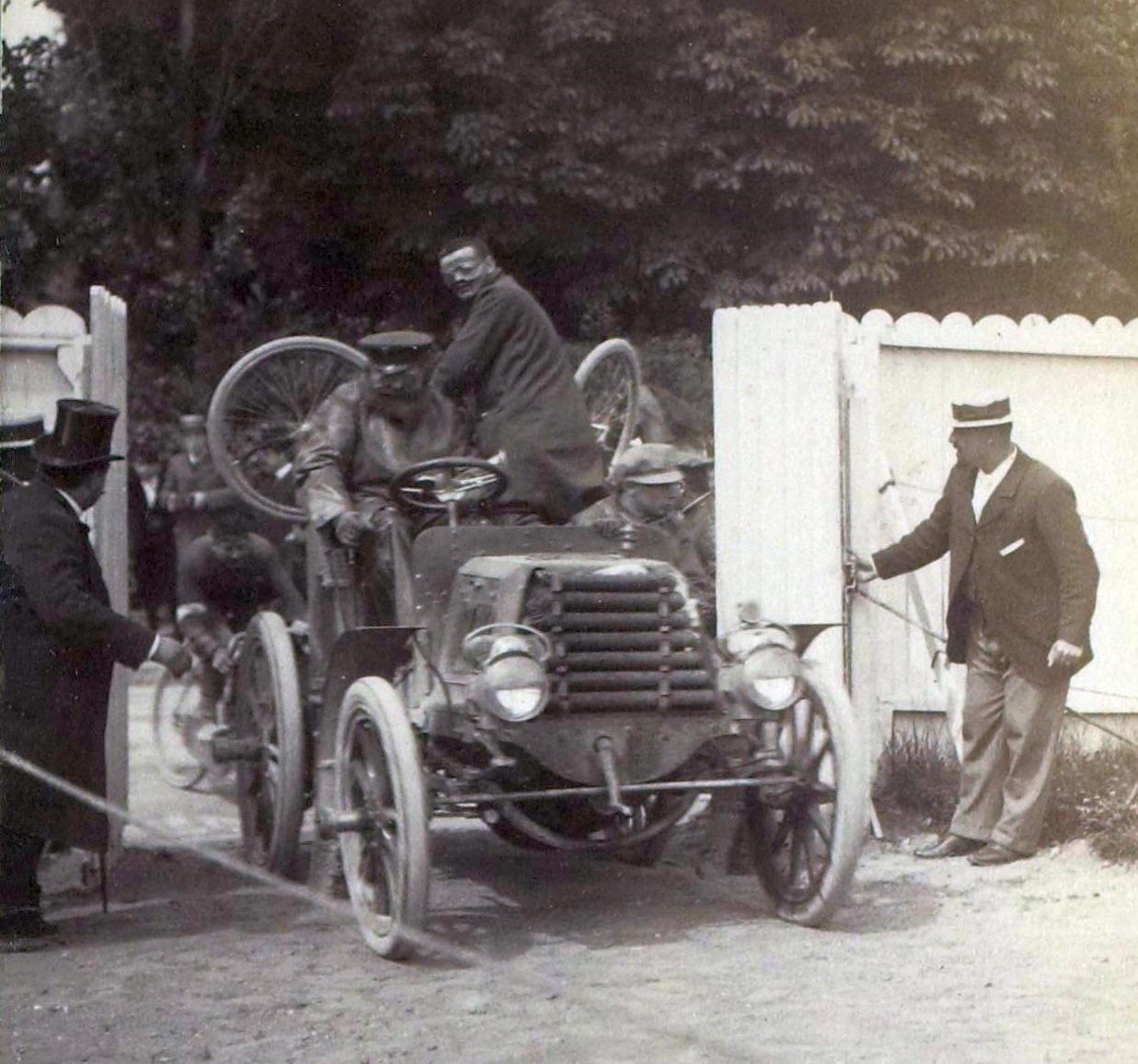
Arrivée victorieuse de Constant Huret derrière la Panhard de René de Knyff, au Bordeaux-Paris 1899 ; photographie de Jules Beau.

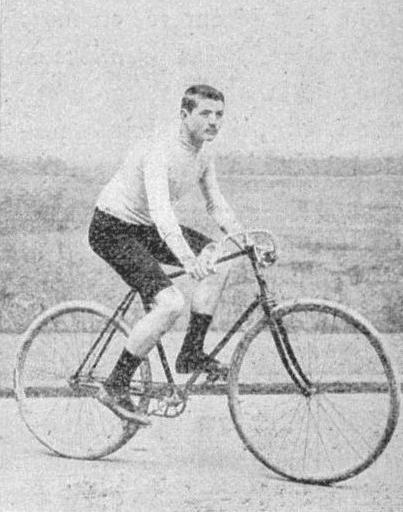
Constant Huret en 1899 ; photographie publiée dans L'Almanach des sports.

Constant Huret, surnommé « le Boulanger », né le 26 janvier 1870 à Ressons-le-Long (Aisne) et mort le 18 septembre 1951 dans le 14e arrondissement de Paris, est un cycliste de course de longue distance.

## Biographie
Constant Huret effectue son service militaire au 67e régiment d'infanterie de 1891 à 1892. En 1894, il bat déjà le record du monde des 100 kilomètres. En 1894, 1895 et 1898, il est recordman du monde des 24 Heures. En 1898, il bat les records des 100 kilomètres et des 100 milles.
Il a gagné la course sur route de 600 km Bordeaux-Paris (connue sous le nom de Derby de la route) en 1899, et a conservé le record de cette course pendant 34 ans (voiture-guide à l'époque René de Knyff).
Il remporte également le championnat du monde de demi-fond en 1900 et gagne le Bol d'or quatre fois (1894, 1895, 1898 et 1902).
Pour sa préparation en vue du record du monde des 100 milles, René Champoiseau est l'un de ses entraîneurs sur tandem à pétrole, en 1898.
Le 20 octobre 1901, il est arrêté par la police après avoir pris la fuite suite à un excès de vitesse en voiturette dans Paris.
Un accident au vélodrome du Parc des Princes le 4 septembre 1902, où il se fracture la jambe, met un terme à sa carrière de coureur.
Henri de Toulouse-Lautrec l'a utilisé comme modèle pour son affiche La Chaîne Simpson en 1896.

## Palmarès sur piste

### Championnats du monde
- Paris 1900
  -  Champion du monde de demi-fond

### Championnats d'Europe
- 1900
  -  Médaillé d'argent du demi-fond

### Championnats de France
- 1894
  -  Champion de France de demi-fond

### Autres courses
- Bol d'or en 1894, 1895, 1898 et 1902 (et recordman du monde des 24 Heures lors des trois premières victoires).
- Huit Jours de Paris en 1894[7] (sur une bicyclette Gladiator)
- 24 Heures du Parc des Princes en 1897.
- 24 Heures de Berlin en 1898[7]

## Liens externes

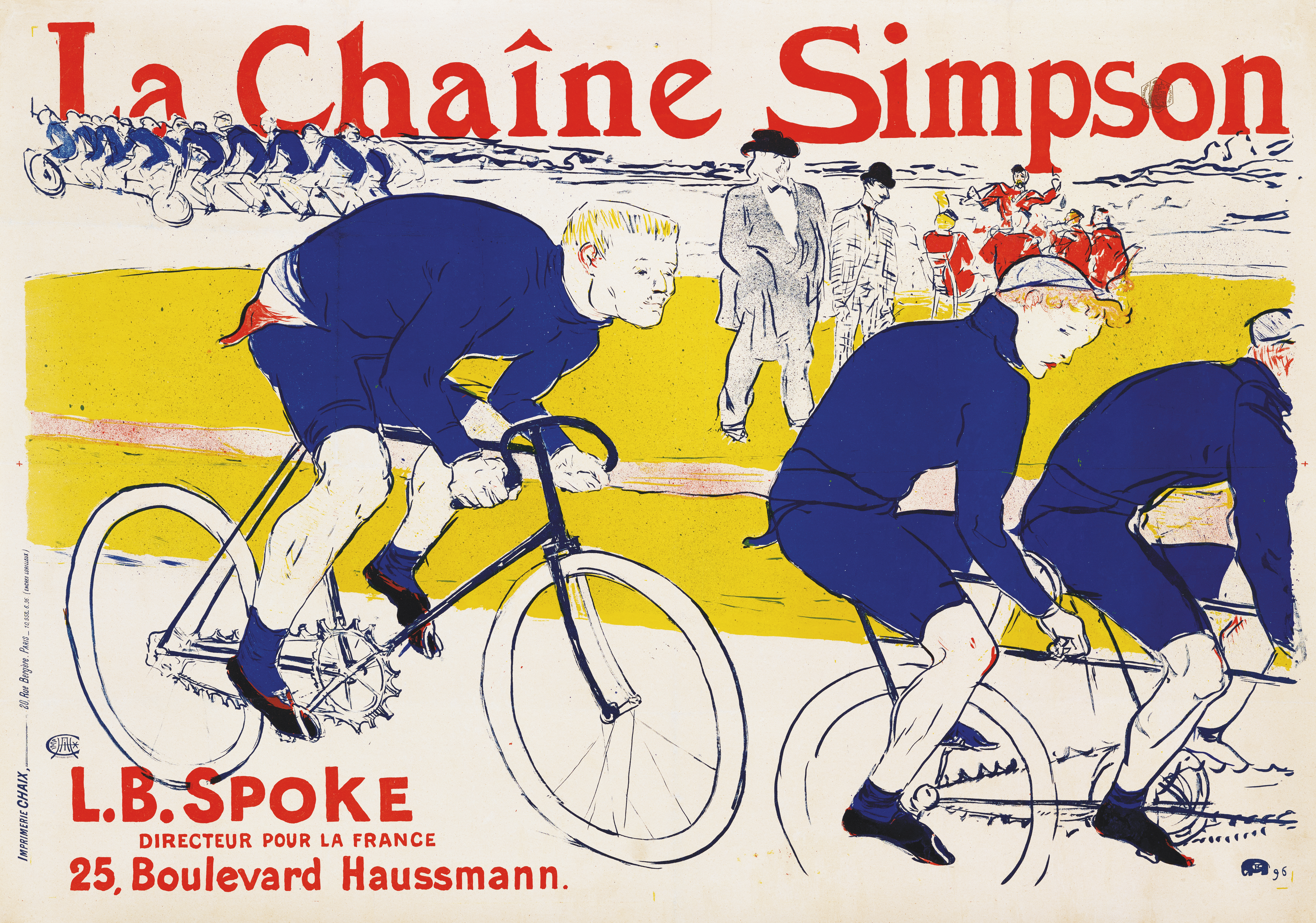
La Chaîne Simpson, affiche de Henri de Toulouse-Lautrec, 1896.

## Palmarès sur route
- 1899
  - Bordeaux-Paris